# Estadio La Libertad
Het Estadio La Libertad is een multifunctioneel stadion in Bata, Equatoriaal-Guinea. Het stadion wordt vooral gebruikt voor voetbalwedstrijden. In het stadion is plaats voor 10.000 toeschouwers. 